# Corolário Polk
O chamado Corolário Polk foi uma consequência da Doutrina Monroe.
Estabelecido pelo então presidente dos Estados Unidos da América, James Knox Polk, justificava a anexação de antigas áreas coloniais espanholas ao território norte-americano, em um processo de decisão que caberia exclusivamente aos colonos e ao governo em Washington.
Com base nesse princípio foram incorporados à União os territórios dos atuais estados do Texas, Novo México, Colorado, Nevada, Arizona, Utah e Califórnia.
A anexação desses territórios ocorreu em um conflito com o México em 1848, chamado de Guerra Mexicano–Americana teve como estopim o separatismo do Texas em relação ao México, atitude que foi apoiada pelos EUA. Nesta guerra, os EUA terminaram por despojar o México de, aproximadamente, dois terços de seu primitivo território.
O Corolário Polk prendia-se à ideia de que os EUA estavam abertos a qualquer país que estivesse disposto a anexar-se a eles, sendo extremamente útil como pretexto para a expansão norte americana sobre os territórios do Oeste.